# Příluky (Zlín)
Příluky jsou místní část, která je součástí krajského města Zlín. Nachází se 3,5 km východně od centra Zlína. Prochází zde silnice I/49. Na podzim roku 2023 byla dokončena stavba mostní estakády, která umožnila napojení průmyslové zóny Příluky na silnici I/49 směrem na Vizovice a zajistila tak plynulejší dopravu a také napomohla ke snížení hluku z dopravy na stávajících místních komunikací ulic Cecilka a Pekárenská. 
Příluky leží v katastrálním území Příluky u Zlína o výměře 5,7 km2. Je zde evidováno 1259 adres. K 1.1. 2025 zde žije 1914 obyvatel.
Doprava je rozsáhlá a dobře dostupná. Příluky jsou obsluhovány trolejbusovými linkami č. 1, 11, 12 a autobusovými č. 38 a 90, kterými se dá dostat do centra a blízkého okolí . Na Příluky za Kapličkou jede pouze autobus č. 38. Také jsou v obou směrech silnice I/49 autobusové zastávky. Další možností dopravy je železniční trať Otrokovice-Zlín-Vizovice, železniční zastávka se nachází přímo na Přílukách s názvem Zlín-Příluky.

## Název
Jméno vesnice je množné číslo starého obecného příluka - "přechod".